# Psychilis bifida
Psychilis bifida là một loài thực vật có hoa trong họ Lan. Loài này được (Aubl.) Sauleda miêu tả khoa học đầu tiên năm 1988.